# Wahlen 1872
◄◄ | ◄ | 1868 | 1869 | 1870 | 1871 | Wahlen 1872 | 1873 | 1874 | 1875 | 1876 | ► | ►►

Weitere Ereignisse
Die Liste der Wahlen 1872 umfasst Parlamentswahlen, Präsidentschaftswahlen, Referenden und sonstige Abstimmungen auf nationaler und subnationaler Ebene, die im Jahr 1872 weltweit abgehalten wurden.
Das damalige Wahlrecht entsprach typischerweise nicht den Wahlrechtsgrundsätzen der direkten, geheimen und gleichen Wahl. Zeittypisch waren oft nur kleine Teile der Bevölkerung wahlberechtigt, ein Frauenwahlrecht gab es nur eingeschränkt.

## Termine
| Land               | Datum               | Link zur Wahl 1872                                  | Link zur letzten Wahl | Bemerkung |
| ------------------ | ------------------- | --------------------------------------------------- | --------------------- | --------- |
| Liechtenstein      | 1.–8. März          | Landtagswahl in Liechtenstein                       | 1869                  |           |
| Vereinigte Staaten | ab dem 4. Juni      | Wahl zum Repräsentantenhaus der Vereinigten Staaten | 1870                  |           |
| Österreich-Ungarn  | 12. Juni – 9. Juli  | Parlamentswahl in Ungarn                            | 1869                  |           |
| Kanada             | 20. Juli – 12. Okt. | Kanadische Unterhauswahl                            | 1867                  |           |
| Schweiz            | 27. Oktober         | Schweizer Parlamentswahlen                          | 1869                  |           |
| Vereinigte Staaten | 5. November         | Präsidentschaftswahl in den Vereinigten Staaten     | 1868                  |           |